# Delta, Ohio
Delta är en ort (village) i Fulton County i Ohio. Vid 2010 års folkräkning hade Delta 3 103 invånare.